# Carrier Air Wing One
1ère Escadre aérienne embarquée
Le Carrier Air Wing One (CVW-1) est une escadre aérienne embarquée de l'US Navy basée au Naval Air Station Oceana, en Virginie, avec la plupart de ses différents escadrons également basés au NAS Oceana. Des escadrons supplémentaires sont basés à la Base navale de Norfolk en Virginie, au Marine Corps Air Station Beaufort en Caroline du Sud, au Naval Air Station Whidbey Island dans l'État de Washington et au Naval Air Station Jacksonville en Floride. Le Carrier Air Wing One est affecté à l'USS Harry S. Truman (CVN-75) basé à Norfolk. 

## Historique

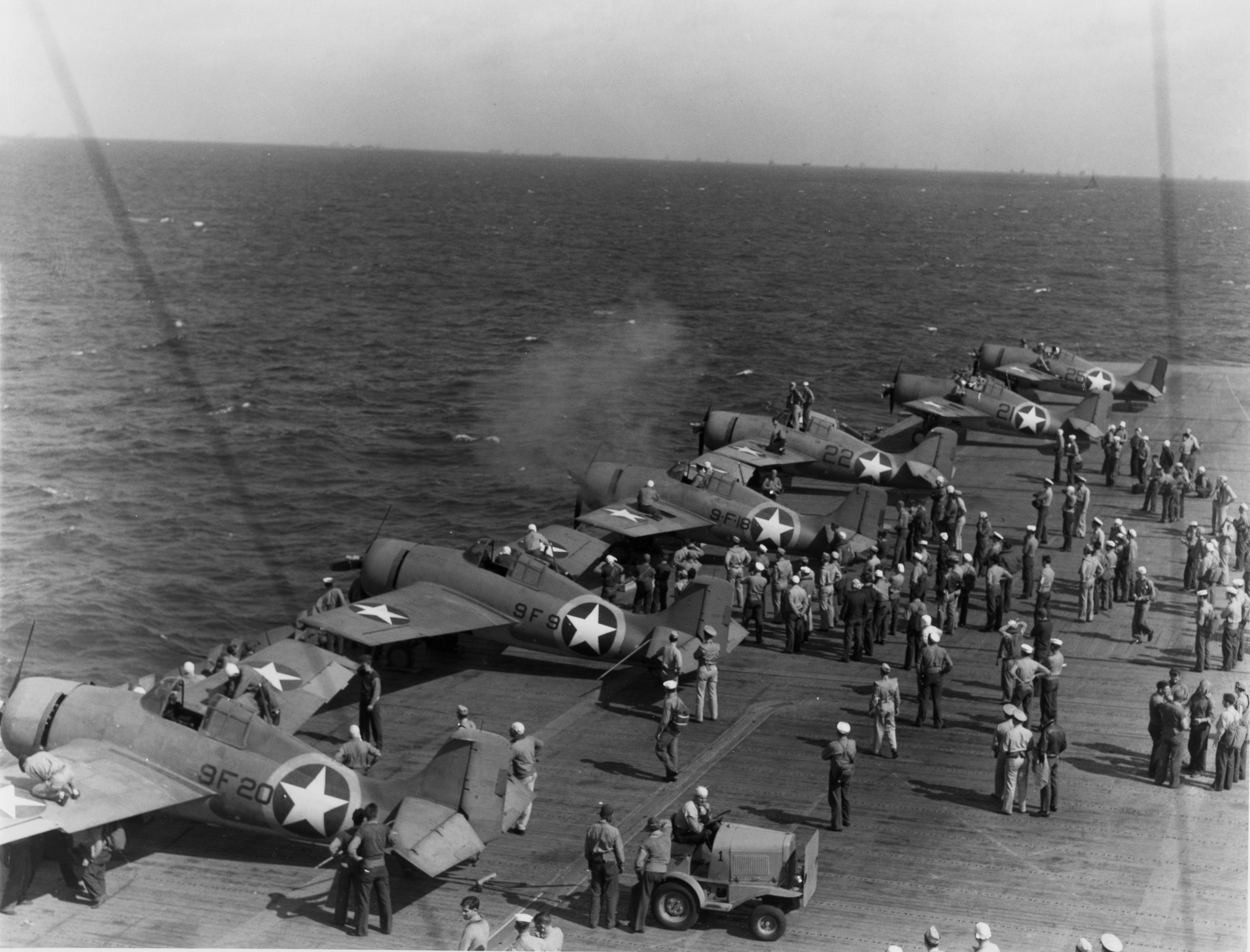
F4F Wildcat sur l'USS Ranger en 1942

Le Carrier Air Wing One existe depuis plus longtemps que toute autre escadre aérienne de porte-avions de l'US Navy, à l'exception du Carrier Air Wing Three (CVW-3), toutes deux ont été créées le 1er juillet 1938. Depuis sa création, le CVW-1 a servi à bord de vingt porte-avions différents, a effectué 42 déploiements majeurs et avait la majorité des escadrons de la côte Est en tant que membres du «First and Foremost» de la Marine. Il était à l'origine le "Ranger Air Group", servant à bord de l'USS Ranger (CV-4)  pendant les premières années de l'aviation de transport. Le groupe aérien a également opéré à bord des trois autres transporteurs en service à ce moment-là et au-delà - USS Langley (CV-1), USS Lexington (CV-2) et USS Saratoga (CV-3) 

### Quelques missions effectuées

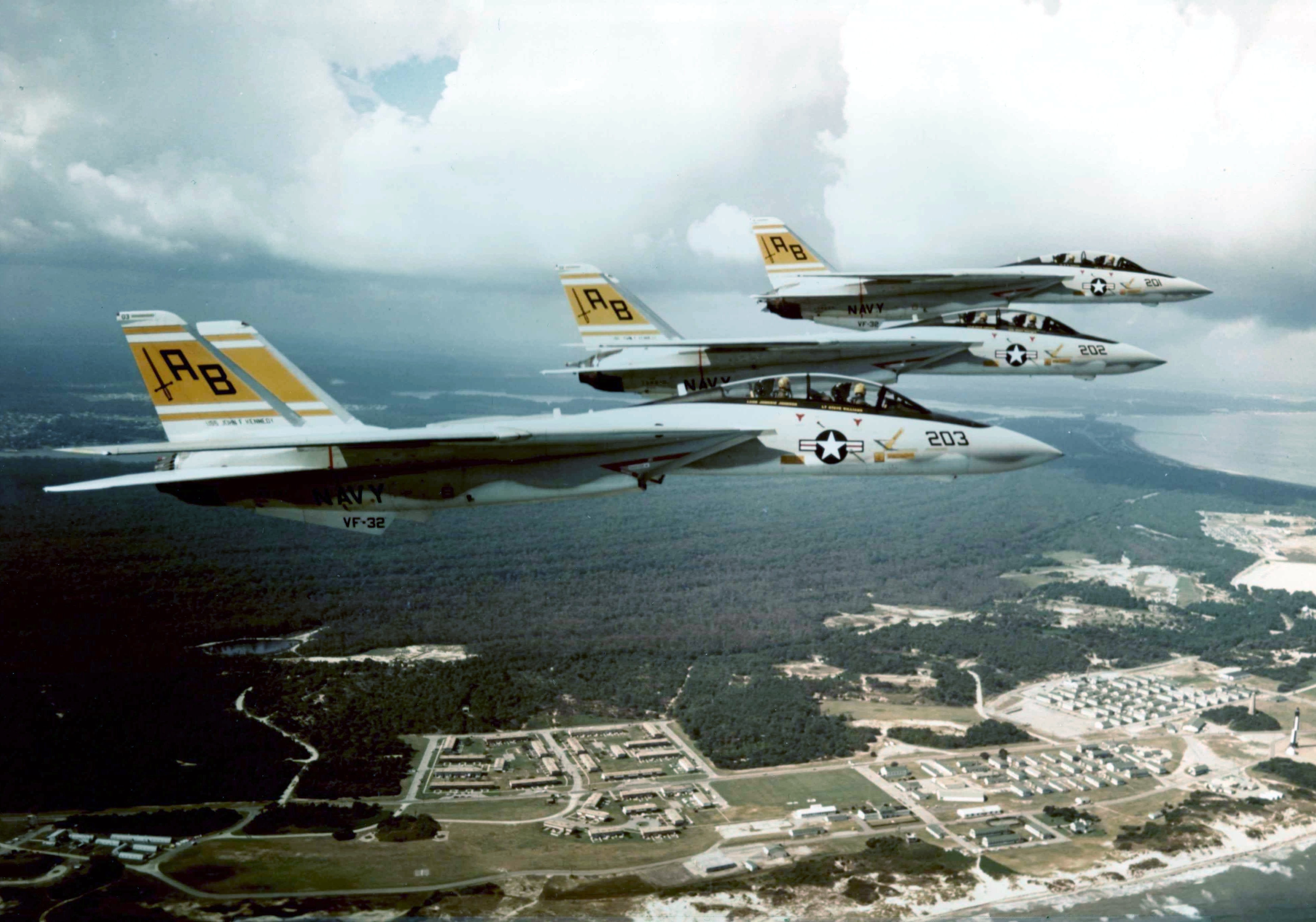
F14A Tomcat en 1974

- Seconde guerre mondiale : Campagne d'Afrique du Nord
- Crise du canal de Suez
- Guerre du Golfe : Opération Bouclier du désert et Opération Tempête du désert
- Guerre d'Afghanistan : Opération Medusa, Opération Mountain Fury, Opération Enduring Freedom
- Guerre d'Irak : Opération New Dawn

## Les unités subordonnées
Les escadrons du CVW-1 embarqués sur l'USS Harry S. Truman (CVN-75) de novembre 2019 à juin 2020.
| Code    | Insigne | Escadron                                    | Surnom              | Avion                |
| ------- | ------- | ------------------------------------------- | ------------------- | -------------------- |
| VFA-11  |         | Strike Fighter Squadron 11                  | Red Rippers         | F/A-18F Super Hornet |
| VFA-81  |         | Strike Fighter Squadron 81                  | Sunliners           | F/A-18E Super Hornet |
| VFA-34  |         | Strike Fighter Squadron 34                  | Blue Blasters       | F/A-18E Super Hornet |
| VFA-211 |         | Strike Fighter Squadron 211                 | Fighting Checkmates | F/A-18E Super Hornet |
| VAW-126 |         | Carrier Airborne Early Warning Squadron 126 | Seahawks            | E-2D Hawkeye         |
| VAQ-137 |         | Electronic Attack Squadron 137              | Rooks               | EA-18G Growler       |
| VRC-40  |         | Fleet Logistics Support Squadron 40         | Rawhides            | C-2A Greyhound       |
| HSC-11  |         | Helicopter Sea Combat Squadron 11           | Dragonslayers       | MH-60S Seahawk       |
| HSM-72  |         | Helicopter Maritime Strike Squadron 72      | Proud Warriors      | MH-60R Seahawk       |